# Laurel und Hardy: Be Big

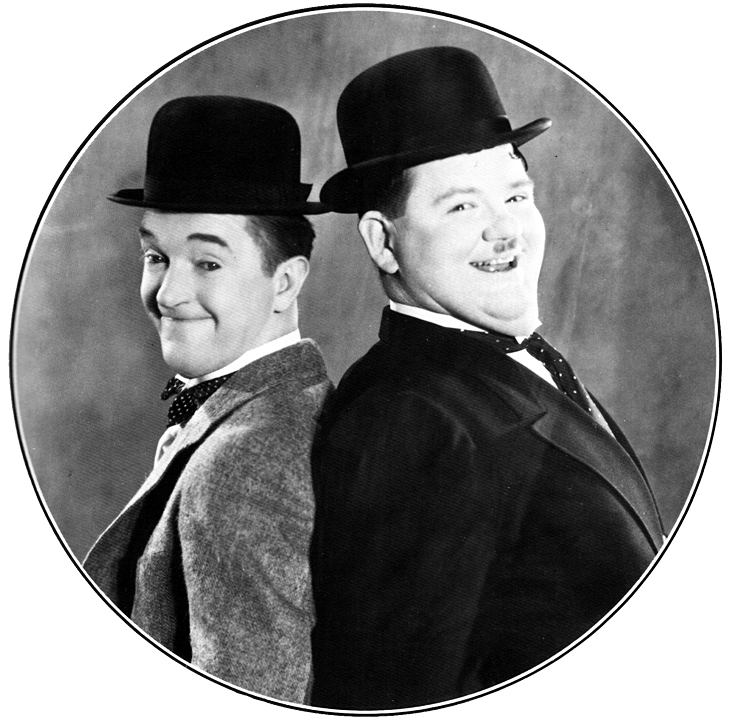
Laurel und Hardy

Be Big (deutsch: Die Qual mit den Stiefeln / Sei groß! / Sei ein Mann / Dick und Doof, die Schwerenöter / Dick und Doof und die Herrenpartie / Herrenpartie) ist eine US-amerikanische Kurzfilm-Komödie aus dem Jahre 1931 mit dem Komikerduo Stan Laurel und Oliver Hardy in den Hauptrollen.

## Handlung
Laurel und Hardy bereiten sich darauf vor, mit ihren Frauen zu einer Veranstaltung nach Atlantic City zu reisen, als Hardy einen Anruf von Cookie, einem Logenbruder, erhält. Cookie weist darauf hin, dass am Abend ein Herrenabend zu ihren Ehren stattfindet und verrät unwiderstehliche Details der Veranstaltung.
Daraufhin gibt Hardy vor, erkrankt zu sein und die Jungs schicken ihre Ehefrauen voraus nach Atlantic City. Dabei versprechen sie, am folgenden Tag nachzukommen. Da das Thema der Party Reitkleidung vorschreibt, versuchen die Jungs nun, ihre Reithosen und Stiefel anzuziehen. Daraus entwickeln sich Szenen eines langen Kampfes, um einen von Laurels viel zu kleinen Stiefeln wieder von Hardys Fuß zu ziehen.
Überraschend kommen die Frauen zurück, da sie ihren Zug verpasst haben. Es gibt keinen sich anbietenden Fluchtweg und so legen sich Laurel und Hardy verängstigt in ein in die Wand klappbares Bett. Auf Laurels Frage "Was soll ich tun?" antwortet Hardy "Sei groß!".

## Kommentare
- „Einer ihrer schwächsten Filme“ William K. Everson
- „Vielleicht bin ich sehr anspruchslos in Bezug auf das, was ich von Laurel-und-Hardy-Komödien will, brauche oder erwarte, aber ich finde, Be Big! erfüllt meine Bedürfnisse problemlos. Obwohl die Dialoge spärlich sind, ist das, was da ist, gut, die Schauspielerei ist perfekt und die physische/visuelle Komödie ist makellos.“ Patrick Vasey: The Laurel & Hardy Blog
- „Eine weitere raffinierte Komödie aus dem Werk von Hal Roach. Sie bringt das Publikum zum Lachen, noch bevor die Szenen beginnen ... Wird überall gefallen.“ Film Daily, 21. Juni 1931 zitiert in: The Laurel & Hardy Blog
- „Hal Roach triumphiert wieder!“ Motion Picture Times, 11. August 1931 zitiert in: The Laurel & Hardy Blog
- „Be Big! ist nicht ganz so schlecht, wie viele sagen, dank einer guten ersten Rolle. Wie viele der daheim spielenden Kurzkomödien ist auch Be Big! eine Art Miniaturausgabe von Sons of the Desert. Aber ein vielversprechender Anfang führt zu zwei Rollen Langeweile, da sie den Rest des Films damit verbringen, Ollies zu große Füße aus Stans zu kleinen Stiefeln zu befreien. Wie in Berth Marks sollen wir darüber lachen, wie unangenehm Ollie sich fühlt. Aber jemanden in einer unbequemen Situation zu sehen, ist nicht automatisch amüsant, es sei denn, die Szene wird mit Klugheit und soliden Pointen angegangen. Von beidem ist hier nichts zu finden. Es hätte als zweiminütiger Gag funktionieren können, aber es nimmt das ganze Bild in Beschlag. Und was für eine Verschwendung von Anita Garvin in ihrem letzten Kurzfilm mit den Jungs.“ John V. Brennan in: Laurel and Hardy Central

## Trivia
Hardy ist im Film Mitglied einer Freimaurerloge. Dies war etwas, worauf er in seinem wirklichen Leben stolz war.
Der Mann auf der linken Seite des Bildschirms, der sich während des Telefonats zwischen Hardy und Cookie immer wieder umdreht, ist Jean De Briac. Er hatte einige kleinere Rollen in anderen L&H-Filmen.
Es gibt einen Stunt, bei dem Ollie rückwärts auf einen Schaukelstuhl fällt. Es fällt nicht Hardy, sondern ein Stuntman, der ihm überhaupt nicht ähnlich sieht.
In der späteren kolorierten Version des Films ist die Szene, in der Stan sich auszieht und seine Kleidung in Ollies Wohnung an den Haken hängt, komplett herausgeschnitten. (Dave Lord Heath)